# Volino
Volino (macedónul: Волино) település Észak-Macedóniában, a Délnyugati körzet Debarcai járásában.

## Népesség
| Lakosok száma | 609  | 666  | 739  | 752  | 863  | 690  | 512  | 462  | 368  |
|               | 1948 | 1953 | 1961 | 1971 | 1981 | 1991 | 1994 | 2002 | 2021 |

2002-ben 460 lakosa volt, akik mindannyian macedónok.